# Proposal daisakusen SP
Proposal daisakusen SP (プロポーズ大作戦SP?) è un film giapponese per la televisione, trasmesso nel 2008 su Fuji TV, della durata di quasi due ore.
Si tratta della prosecuzione (e puntata conclusiva) della serie Proposal daisakusen, che vede Tomohisa Yamashita e Masami Nagasawa interpretare i ruoli dei due protagonisti.

## Trama
È trascorso oramai quasi un anno da quando Rei, confessato a Tetsuya l'amore che aveva sempre provato per Ken, corse fuori dalla chiesa dove si doveva celebrare il suo matrimonio alla ricerca del compagno di sempre.
Nel frattempo lo sposalizio di Eri e Hisashi si svolge nientemeno che alle Hawaii: Ken, Rei e Mikio e gli altri amici ed ospiti della coppia si trovano in attesa, nei pressi della chiesa sulla spiaggia, d'iniziare la cerimonia. Tuttavia, il tempo scorre impietoso e la celebrazione sembra venir rinviata continuamente.
Hisashi sta cercando in tutte le maniere possibili di nascondere il fatto che Eri era semplicemente scappata lasciando soltanto un biglietto in cui affermava di non saper più perfettamente quello che davvero provava e sentiva nei confronti di Hisashi.
Ken rammenta la sua esperienza dell'anno precedente, quando a seguito dei vari avvenimenti causati da lui ha dovuto scusarsi con i genitori di Rei e con tutti gli ospiti presenti per i disagi arrecati involontariamente: egli continua ad augurare ai suoi due amici tutto il meglio possibile e gli dispiace davvero molto veder Hisashi così depresso.
Ad un tratto, del tutto inaspettatamente, mentre sta osservando le immagini fotografiche preparate da Mikio, ecco apparire una fata, la quale decide d'aiutarlo: lui si trova ad esser ancora abbastanza deluso dal fatto che non riesce a progredire nella sua relazione con Rei.
Ancora una volta verrà teletrasportato indietro nel tempo: Ken dovrà trovare il modo migliore per cercar di rettificare la situazione venutasi a creare tra Eri e Hisashi, ma anche per esplicitare finalmente il suo rapporto con Rei. Ci riuscirà questa volta? Di fatto è l'ultima possibilità concessagli.

## Personaggi
- Masami Nagasawa - Yoshida Rei
- Tomohisa Yamashita - Iwase Ken
- Nana Eikura - Oku Eri
- Naohito Fujiki - Tada Tetsuya
- Gaku Hamada - Hisashi Tsurumi
- Yūta Hiraoka - Enokido Mikio
- Hiroshi Mikami - Yosei
- Yutaka Matsushige - Matsunori Ito
- Mahiru Konno - Sachiko Shibata
- Kenichiro Kikuchi - Tamotsu Nishio
- Leo Morimoto
- Gota Watabe
- Toshiya Sakai